# Michał Ignacy Jarczewski
Michał Ignacy Jarczewski herbu Nałęcz – podczaszy buski w latach 1676–1703.
Poseł na sejm elekcyjny 1697 roku z województwa bełskiego. Był elektorem Augusta II Mocnego z województwa bełskiego w 1697 roku. Poseł na sejm koronacyjny 1697 roku z województwa bełskiego. 